# Mathilde Huber
Hedwig Mathilde Huber (* 7. April 1876 in Stuttgart; † 1. Dezember 1927 in Mainz) war eine Malerin und Textilkünstlerin.

## Biografie

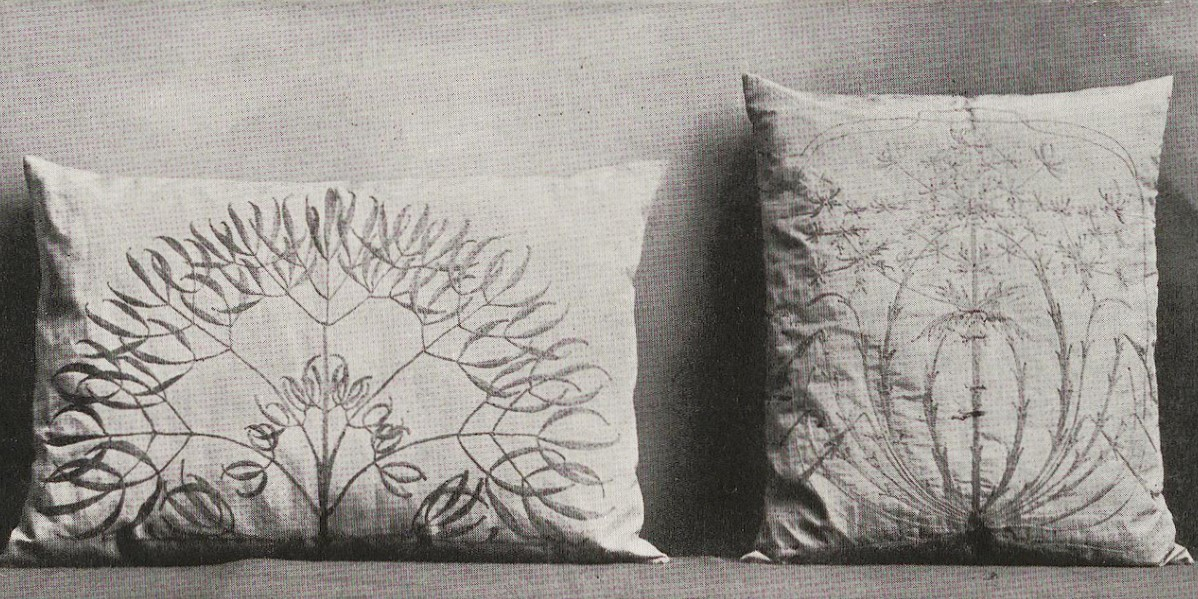
Gestickte Kissen (vor 1905)

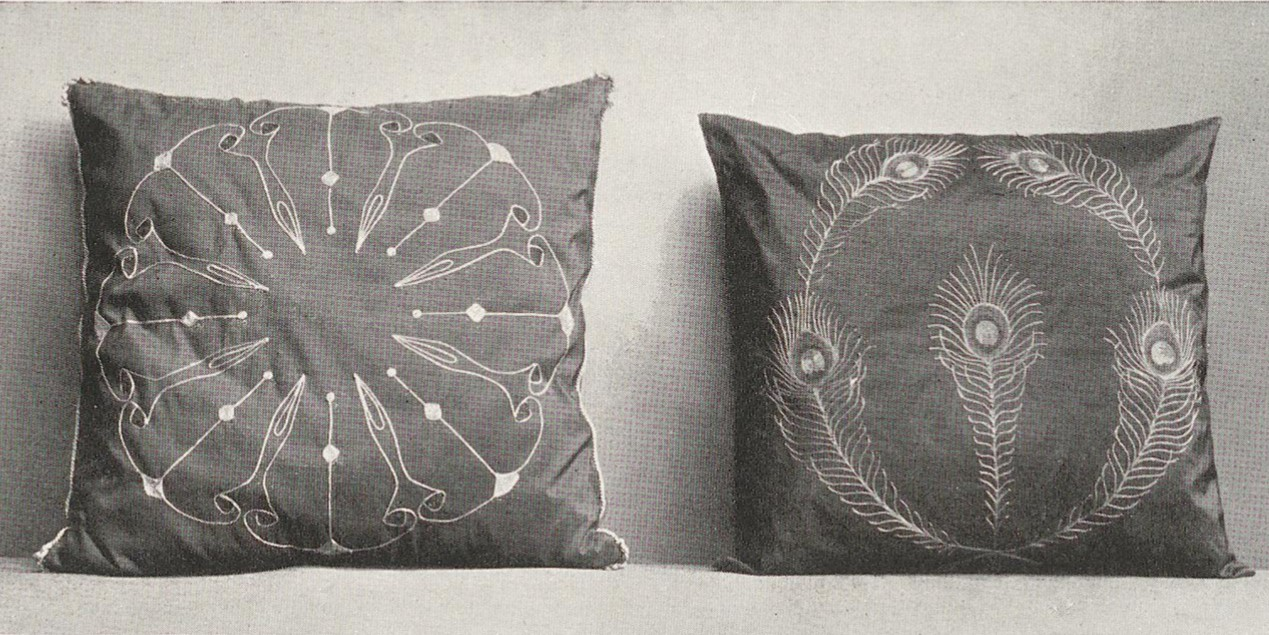
Gestickte Kissen (vor 1905)

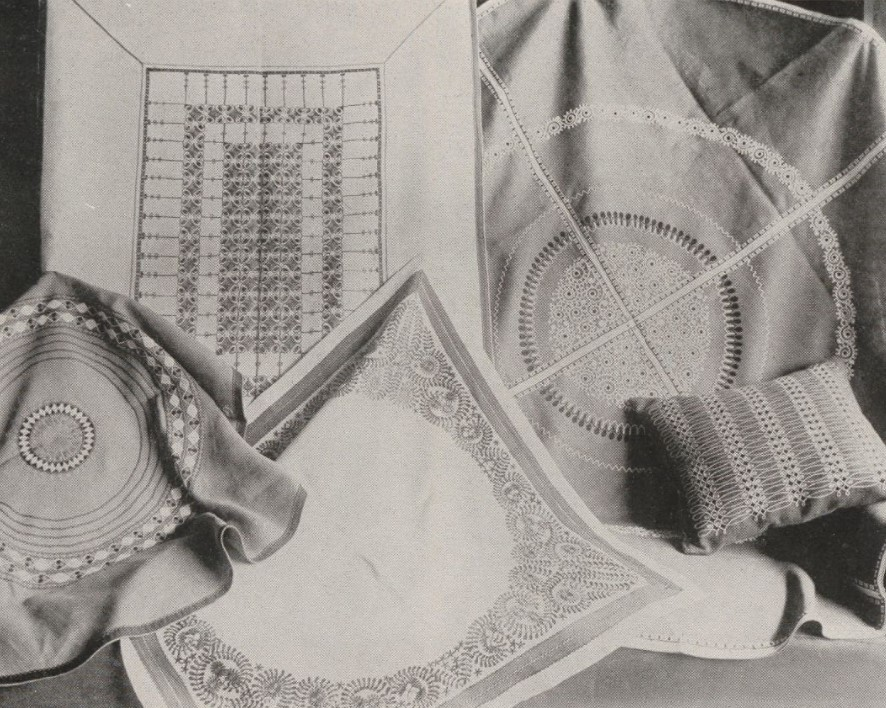
Gestickte Leinendecken und Kissen (vor 1911)

Mathilde Huber war die Tochter von Christiane „Nannette“ Kling (ca. 1842–1917) und dem Möbelfabrikanten Anton Huber (1845–1923), seit 1893 Hauptlehrer für Möbelzeichnen und Schreinerarchitektur an der Kunstgewerbeschule Mainz. Anton Huber (1873–1939), Mathilde Clothilde Huber (1874–1875), Patriz Huber (1878–1902) und Else Huber (1883–1950) und waren ihre Geschwister. Sie wurde am 4. Juni 1876 in der Johanniskirche in Stuttgart getauft.
Huber ließ sich als Malerin ausbilden und war Schülerin von Friedrich von Keller in Stuttgart.
Nach dem Suizid ihres Bruders Patriz Huber beteiligte sie sich mit dem Vater und den Geschwistern an der Vorbereitung einer Gedächtnisausstellung in Gewerbemuseum Darmstadt.
Mathilde Huber wohnte zuletzt in der Lauterenstraße 11 in Mainz. Sie verstarb mit 51 Jahren. Sie, ihre Eltern sowie der Bruder Patriz und die Schwester Else wurden auf dem Hauptfriedhof Mainz im Feld 47 begraben. Wohl in den 1970er Jahren wurde die Grabstätte aufgegeben und 1988 neu vergeben.

## Künstlerisches Schaffen
Die mit ihrer Schwester Else entwickelten Kunststickarbeiten entwickelten sich von durch Pflanzen inspirierten Ornamenten zu abstrahierten, geometrischen Mustern. Mit ihren kunstgewerblichen Textilarbeiten schufen sie sich einen Namen und waren auf deutschlandweiten und internationalen Ausstellungen vertreten. Bei der Louisiana Purchase Exposition 1904 präsentierte Mathilde Huber den Entwurf zu einem Wandteppich sowie ein Wandgemälde.
In späteren Jahren betonte Mathilde Huber ihre Werke als Malerin. Mehrere ihrer Gemälde wurden vom Staat Hessen angekauft.

## Rezeption
Ernst Schur stellt in seinem Artikel „Die grosse Berliner Kunstausstellung“, den ornamentalen Charakter der Arbeiten der Schwestern Huber heraus, die aus seiner Sicht zu nah an den zeitgenössischen Kunstströmungen läge: „Die Komposition richtet sich nicht auf naturalistische Wiedergabe, die dekorativ stärker betont wäre. Die Blumenwelt gibt ihnen die Unterlage zu aparten Mustern. Namentlich die Kissen sind mit sicherer und feiner Materialempfindung gearbeitet, wenn auch wenn auch die Ornamentik selbst nicht originell zu nennen ist, sondern sich geschickt an Muster anlehnt, die die moderne Kunst auf diesem Gebiet erprobt.“
Die Berliner Architekturwelt dagegen bewertete die Werke von Mathilde und Else Huber anlässlich der Großen Berliner Kunstausstellung des Jahres 1905 als „in mancher Beziehung geradezu vollendet. Leichte lineare Muster wechseln mit stilisierten feinfaserigen Naturmotiven, wobei jedesmal der geschmackvoll gewählte Kissenbezug als Hintergrund zu entsprechender Wirkung kommt.“

## Werke (Auswahl)
- vor 1903: Porträt Patriz Huber[10][11]
- 1904: Gestickter Wandteppich[12]
- 1905: vier gestickte Kissen (mit Else Huber)[13]
- 1905: zwei gestickte Decken (mit Else Huber)[13]
- 1905: sechs gestickte Kissen (mit Else Huber)[14]
- 1905: gestickte Decke (mit Else Huber)[14]
- 1905: drei Kissen mit Maschinenstickerei (mit Else Huber)[15]
- 1905: moderne Maschinenstickerei (zwei Kissen, mit Else Huber)[16]
- 1905: moderne Maschinenstickerei (zwei Kissen, mit Else Huber)[17]
- 1906: Stickereien (zwei Kissen, mit Else Huber)[18]
- 1906: Stickereien (zwei Kissen, mit Else Huber)[19]
- 1911: Decken und Kissen in Leinen mit Stickerei: Grün - Weiß - Rosa (mit Else Huber)[20]
- 1911: Decke mit Kurbelstickerei. Grün und goldgelbe Seide (mit Else Huber)[21]
- 1911: Gestickte Leinendecken und Kissen (mit Else Huber)[22]
- 1911: Gestickte runde Decken und Kissen (mit Else Huber)[23]
- 1911: Leinenkissen mit Kurbelstickerei, Ausführung in zweifarbiger Kurbelstickerei, Goldgelb und Blau auf Tabakbraun (mit Else Huber)[24]
- ca. 1921: Tulpenstillleben

## Ausstellungen (Auswahl)
- 1904: Weltausstellung in Saint Louis[8]
- 1905: Wohnungseinrichtungen (Kissen und Tischzeug) im Kaufhaus A. Wertheim[25]
- 1905: Große Berliner Kunstausstellung[7][26]
- 1906: III. Deutsche Kunstgewerbeausstellung Dresden[27][28][29]
- 1923: Gemälde, Kollektiv-Ausstellung im Wiesbadener Kunstverein[4]